# The Lottery Winners
The Lottery Winners sono un gruppo musicale britannico di genere indie pop. Attivi discograficamente dal 2011, nel 2023 hanno raggiunto la vetta della classifica album britannica con l'album Anxiety Replacement Therapy.

## Storia del gruppo
Il gruppo inizia la sua attività discografica nel 2011, pubblicando in maniera indipendente l'album The Art of Communication e intraprendendo l'attività concertistica. Negli anni successivi continuano a pubblicare singoli in maniera indipendente, finché nel 2019 non hanno modo di firmare il loro primo contratto discografico con l'etichetta Modern Sky UK. Intraprendono quindi una serie di concerti in Regno e Unito ed Europa, aprendo spesso gli spettacoli di artisti come Catfish and the Bottlemen, Madness, Larkin Poe e The Libertines.
Nel 2020 pubblicano i loro primi due album non autoprodotti, The Lottery Winners e Sounds of Isolation, che raggiungono rispettivamente le posizioni 23 e 61 nella classifica album britannica. L'anno successivo pubblicano l'album Something to Leave the House For, che raggiunge l'undicesima posizione nella suddetta classifica. L'album include collaborazioni con artisti come Nickelback, Frank Turner e Sleeper, tutte estratte come singoli. Nel dicembre 2022 il gruppo esegue un concerto sold out presso l'Albert Hall di Manchester.
Nel 2023 pubblicano il singolo Let Me Down, in collaborazione con Boy George, e l'album Anxiety Replacement Therapy, con cui esordiscono direttamente in vetta alla classifica britannica.

## Formazione
Attuale
- Thom Rylance (voce, chitarra)
- Robert Lally (chitarra, voce)
- Katie Lloyd (basso, voce)
- Joe Singleton (batteria)

Ex componenti
- Alex Langford-Taylor (batteria)

## Discografia

### Album in studio
- 2011 – The Art of Communication
- 2020 – The Lottery Winners
- 2020 – Sounds of Isolation
- 2021 – Something to Leave the House For
- 2023 – Anxiety Replacement Therapy
- 2025 – Koko

### Singoli
- 2013 – Elizabeth
- 2015 – I Know
- 2016 – Young Love
- 2018 – That's Not Entertainment
- 2019 – Hawaii
- 2019 – Little Things
- 2020 – 21
- 2020 – Headlock
- 2020 – The Meaning of Life
- 2020 – Love Will Keep Us Together
- 2020 – An Open Letter to Creatives
- 2021 – Start Again (feat. Frank Turner)
- 2021 – Rockstar (con Nickelback)
- 2021 – Bad Things (feat. Sleeper)
- 2023 – Let Me Down (feat. Boy George)